# Jack Jones (Schriftsteller)
Jack Jones CBE (* 24. November 1884 in Merthyr Tydfil, Glamorgan als John Jones; † 7. Mai 1970) war ein walisischer Schriftsteller, der insbesondere in der Prosa und in der Dramatik aktiv war und auch durch seine Autobiografien bekannt wurde.

## Leben
Jones, gebürtig John Jones, wurde Ende November 1884 in Merthyr Tydfil im Kohlefeld der South Wales Valleys als Sohn des Bergarbeiters David Jones und dessen Ehefrau Sarah Ann Jones geboren. Das Ehepaar zeugte insgesamt fünfzehn Kinder, von denen aber nur neun die Geburt überlebten. Von diesen war Jack das älteste. Nach dem Besuch einer lokalen Elementary School arbeitete er ab 12 Jahren ebenfalls als Bergarbeiter, um seine Familie finanziell zu unterstützen. Zwischen 1902 und 1906 absolvierte er in Südafrika und Britisch-Indien seinen Wehrdienst. In Südafrika kämpfte er im Zweiten Burenkrieg und desertierte, wurde aber entdeckt, wieder ins Militär eingegliedert und kurz darauf nach Britisch-Indien versetzt. Zwei Jahre nach seiner Rückkehr nach Wales heiratete er Laura Grimes Evans aus Builth Wells, mit der er in den folgenden zwei Söhne und eine Tochter bekam. In Builth Wells arbeitete er zu dieser Zeit als bark-stripper, später finanzierte er dort den Lebensunterhalt seiner Familie  als Hilfsarbeiter eines Eisenbahnunternehmens. Zu Beginn des Ersten Weltkriegs fand er eine ertragreichere Anstellung in einer Mine nahe Pontypool. Da er immer noch Reservist war, wurde er alsbald eingezogen und diente im Folgenden in Frankreich, wo er auch verwundet wurde. Dadurch wurde er zurück nach Wales geschickt, wo er nach seiner Genesung in Merthyr Tydfil für die Rekrutierung neuer Soldaten eingesetzt wurde. Somit kehrte er zu seiner Familie zurück, die sich 1921 um zwei weitere Söhne vergrößerte.
Zu jener Zeit begann sich Jones mehr und mehr gewerkschaftlich und auch politisch zu engagieren. Eine lokale Pontypooler Gewerkschaft schickte ihn so 1921 zu einem der ersten Treffen der Communist Party of Great Britain. Anschließend war er für einige Zeit für die innerparteiliche Vertretung des südwalisischen Kohlegebietes tätig. Im Folgenden begann er damit, in Merthyr Tydfil eine Ortsgruppe der Communist Party aufzubauen. Zudem engagierte er sich in Bob Stewarts erfolglosen Wahlkampf im Wahlkreis Caerphilly, dessen Parlamentssitz mit einer Nachwahl neu besetzt wurde. 1923 wurde er Zuständiger der Bergarbeiter-Gewerkschaft für Blaengarw. Für jenen Posten zog er mit seiner Familie nach Bridgend und wechselte zu Labour Party. 1926 unterstützte er als Gewerkschaftsfunktionär den Generalstreik und animierte die Arbeiter von Blaengarw zur Beteiligung. Ungefähr zur selben Zeit setzte er sich für eine Koalition von Labour mit der Liberal Party ein, was recht kontrovers aufgenommen wurde. Zudem stimmte Jones mit einigen politischen Positionen seiner Partei nicht mehr überein. Aus diesen Gründen trat er aus der Partei wieder aus und zog sich 1927 auch von seinem Posten in Blaengarw zurück. Danach zog er mit seiner Familie nach Cardiff um. Eine neue Stelle fand er im Beraterstab von David Lloyd George, wo er als Redner aktiv war. Damit wechselte er nach nur wenigen Jahren seine Parteizugehörigkeit erneut und wurde Mitglied der Liberal Party, für die bei der Unterhauswahl 1929 im Wahlkreis Neath antrat, aber dem Kandidaten von Labour unterlag. Nichtsdestotrotz fuhr er mit 30 % einen überraschenden Achtungserfolg ein. Danach kehrte er hauptberuflich in Lloyd Georges Redner-Team zurück und vertrat die Liberalen auch als Beobachter auf einer Konferenz der Internationalen Arbeitsorganisation in Genf. 1930 verlor er aber seine Beschäftigung.
In den folgenden Jahren übte Jones verschiedenste Anstellungen aus. So war er kurzzeitig auch Redner für Oswald Mosleys New Party, arbeitete aber auch als Einwohnerzähler, Verkäufer, Navigator und in einem Kino. Zu dieser Zeit fand er mit der Schriftstellerei eine neue Passion. Mit mehreren Veröffentlichungen wurde er in den 1930ern ein wichtiger Teil der walisischen Literaturszene. 1940 schrieb er die Dialoge für den Film The Proud Valley, in dem er auch eine Nebenrolle hatte. Zudem engagierte er sich weiter als Redner und nahm auch Verpflichtungen im Radio an. In diesem wurde er während des Zweiten Weltkriegs auf Bitten des Informationsministeriums sowie des National Savings Movements immer aktiver und verfasste Reden, Nachrichtenbeiträge und Ähnliches. Neben einer weiteren kleinen Rolle in einem Film ging er während des Krieges auch auf Tour und machte Lesungen in Nordamerika sowie an den europäischen Fronten.
Mit Kriegsende tat sich Jones als Unterstützer von Percy James Grigg bei dessen Wahlkampf im Wahlkreis Cardiff East für die britische Unterhauswahl 1945 hervor. Damit unterstützte er erstmals einen Kandidaten der Conservative Party. Nichtsdestotrotz blieb Jones in seinen eigenen politischen Idealen meist eher linken Ideen verbunden. Sein politisches Interesse galt insbesondere den walisischen Arbeitern. Nachdem im Krieg bereits einer seiner Söhne verstorben war, verlor Jones zunächst 1946 seine Frau und 1948 einen weiteren Sohn. Bis 1951 folgten weitere Veröffentlichungen, die sich von der Kritik her auf dem guten Niveau seiner Vorkriegspublizierungen einreihten. Aktivistisch gesehen verfechtete er nun die Moralische Aufrüstung. Zwischenzeitlich wurde er 1948 für seine Verdienste um Gesellschaft und Literatur zum Commander of the Order of the British Empire ernannt. 1954 heiratete er die Bibliotheksmitarbeiterin Gladys Morgan. Neben einer Auszeichnung des Welsh Arts Council wurde Jones im Februar 1970 zum Vorsitzen des englischen Bereiches der Yr Academi Gymreig gewählt. Er verstarb Anfang Mai 1970 im Alter von 85 Jahren.

## Werk
Erste Anerkennung als Schriftsteller erfuhr er mit seinem Theaterstück Dad’s Double, das Ende der 1920er erfolgreich an einem Literaturfestival in Manchester teilnahm. Danach veröffentlichte er drei Romane, ein Theaterstück und den ersten Band seiner Autobiografie. Einer dieser Romane, der 1937 veröffentlichte Rhondda Roundabout, wurde in adaptierter Form auf der Shaftesbury Avenue aufgeführt. Der erste Band seiner Autobiografie und der Roman Bidden To The Feast gehören zu den wichtigsten Werken der walisischen Literatur des 20. Jahrhunderts. Der letzte der ersten Romane, Black Parade, ist eine Kurzform seines unveröffentlichten Debütromanes Saran gewesen. Zwischen Kriegsende und dem Jahr 1951 folgten drei weitere Romane und zwei weitere Bände seiner Autobiografie. Anfang der 1950er veröffentlichte er zudem weitere Romane, die aber von der Kritik nicht allzu gut aufgenommen wurden. Danach stellte er das Veröffentlichen seiner Werke ein, auch wenn er in den folgenden Jahren und Jahrzehnten schriftstellerisch aktiv blieb. Die bis dato (Stand: 2021) unveröffentlichten Manuskripte befinden sich in der National Library of Wales.
Mehrfach behandelte Jones in seinen Werken auch historische Personen, deren Leben er meist literarisch verfremdete. So verfasste er im Zweiten Weltkrieg eine Abhandlung über das Leben von David Lloyd George. 1947 folgte mit Off to Philadelphia in the Morning ein fiktionaler Roman über die ersten Karrierejahre des walisischen Komponisten Joseph Parry. Off to Philadelphia in the Morning wurde ein Bestseller, gilt als eines von Jones’ besten Werken und wurde später auch verfilmt. Unter den unveröffentlichten Manuskripten aus Jones’ letzten Lebensjahren befindet sich ein biographischer Roman über den Mediziner William Price (1800–1893), der durch Jones’ Tod unvollendet blieb. Generell ging es in Jones’ Werken meist um die industrialisierten South Wales Valleys und das Leben der dortigen Arbeiter.

## Veröffentlichte Werke
Romane
- Rhondda Roundabout (1934)
- Black Parade (1935)
- Bidden to the Feast (1938)
- Off to Philadelphia in the Morning (1947)
- Some Trust in Chariots (1948)
- River out of Eden (1951)
- Lily of the Valley (1952)
- Lucky Lear (1952)
- Time and the Business (1953)
- Choral Symphony (1955)
- Come Night: End Day (1956)

Autobiografien
- Unfinished Journey (= Band 1, 1937)
- Me and Mine (= Band 2, 1946)
- Give Me Back My Heart (= Band 3, 1950)

Theaterstücke
- Dad’s Double (Ende der 1920er)
- Land of My Fathers (1937)
- Transatlantic Episode (1947)

Sonstiges
- Dialoge des Films The Proud Valley (1940)
- The Man David (1944)